# Telese Terme
Telese Terme – miejscowość i gmina we Włoszech, w regionie Kampania, w prowincji Benewent.
Według danych na I 2009 gminę zamieszkiwało 6848 osób przy gęstości zaludnienia 696,6 os./1 km².